# Traverse City
Traverse City es una ciudad ubicada en el condado de Grand Traverse en el estado estadounidense de Míchigan. Es sede del condado de Grand Traverse. En el Censo de 2010 tenía una población de 14.674 habitantes y una densidad poblacional de 654,38 personas por km². Está ubicada a la orilla del bahía de Grand Traverse.

## Geografía
Traverse City se encuentra ubicada en las coordenadas 44°45′16″N 85°36′11″O / 44.75444, -85.60306. Según la Oficina del Censo de los Estados Unidos, Traverse City tiene una superficie total de 22.42 km², de la cual 21.56 km² corresponden a tierra firme y (3.83%) 0.86 km² es agua.

## Demografía
Según el censo de 2010, había 14674 personas residiendo en Traverse City. La densidad de población era de 654,38 hab./km². De los 14674 habitantes, Traverse City estaba compuesto por el 94.36% blancos, el 0.7% eran afroamericanos, el 1.77% eran amerindios, el 0.67% eran asiáticos, el 0.03% eran isleños del Pacífico, el 0.52% eran de otras razas y el 1.94% pertenecían a dos o más razas. Del total de la población el 1.91% eran hispanos o latinos de cualquier raza.